# Andrew Gould
Andrew Philip Gould, conegut com a Andrew Gould i com Andy Gould, és un astrònom estatunidenc, professor emèrit de la Universitat d'Ohio, expert en microlents gravitatòries i descobridor de l'exoplaneta OGLE-05-169L b el 2006, descobert emprant microlents gravitatòries.
Gould es graduà en matemàtiques el 1971 a la Universitat Stanford. Després treballà un any en la indústria i retornà a la mateixa universitat per doctorar-se, el 1988, en astronomia, amb una tesi sobre la interacció de les partícules massives d'interacció feble (WIMPs) amb cossos massius com la Terra i el Sol. Una vegada doctorat realitzà recerca a l'Institut d'Estudis Avançat de Princeton i, el 1993, aconseguí una plaça de professor a la Universitat d'Ohio.
Gould ha realitzat investigacions des de les microlents gravitatòries fins a la dinàmica de captura de la matèria fosca en el sistema solar, la física de la fluorescència Lyman-alfa en el medi intergalàctic, i la demografia dels sistemes binaris estel·lars ultra-amples. Ha escrit obres fonamentals en cada un d'aquests camps. En els darrers anys la seva investigació s'ha centrat en la caracterització dels sistemes de planetes extrasolars utilitzant microlents gravitatòries.
El 2002 rebé el Premi University Distinguished Scholar, i fou nomenat professor distingit de Matemàtiques i Ciències físiques. El 2016 fou guardonat amb el Premi Beatrice M. Tinsley, de la Societat Astronòmica Americana pel desenvolupament de la tècnica de lents gravitacionals amb l'objectiu de detectar exoplanetes.